# Koninklijke Borgerhout Korfbal Club
Koninklijke Borgerhout Korfbalclub was een Belgische korfbalclub uit Borgerhout (zaal) en Deurne (veld). 

## Geschiedenis
De club werd opgericht op 7 juni 1942 met stamnummer 25.
In 2010 - tijdens de bestuursperiode van Clement Lauwers - fuseerde de club met Groen-Wit. De nieuwe fusieclub draagt de naam Koninklijke Borgerhout/Groen-Wit Korfbalclub.

## Palmares
De club won deze prijzen in teamverband:
- 5x Veldkampioen: 1979, 1982, 1983, 1984 en 1994)
- 6x Zaalkampioen:1978, 1979, 1980, 1982, 1984 en 1994
- 2x Bekerwinnaar: 1979 & 1987

### Individuele prijzen
| Korfballer van het jaar - Paul De Haan (1978) - Mark Nicolay (1979) - Marc Van Leuven (1982 en 1983) - Steven Roels (1995) | Korfbalster van het jaar - Martine Taelman (1976) - Sonja Roels (1989) - Ann Vorsselmans (2006) |

## Bekende (ex-)spelers
- Paul De Haan
- Jarrett De Vriendt
- Mark Nicolay
- Sonja Roels
- Steven Roels
- Martine Taelman
- Christoph Van der Beken
- Dimitri Van Leuven
- Marc Van Leuven
- Ann Vorsselmans